# アパートメント (2006年の韓国映画)
『アパートメント』（朝鮮語: 아파트、英語: Apateu、シンガポールでの公開時のタイトルは 英語: 9:56）は、2006年に制作された韓国映画で、アン・ビョンギが監督、制作、脚本を担当し、コ・ソヨンが主演したホラー映画。この作品は、カン・フルのウェブトゥーンを原作としている。原題の「아파트 / APT.」は、英語の「アパートメント (apartment)」を意味している。本作は、大韓民国において、644,893人の入場者を記録した。

## あらすじ
セジンは、ソウル近郊のアパート（マンション）に住むOLだが、ある時、向かい側に建っているアパートの灯りが、午後9時56分になると一斉に消えることに気づく。やがて、この一斉消灯のたびに、住人が不審な死に方をしていることを知り、警察に通報したのだが....。

## キャスト
- コ・ソヨン - オ・セジン役
- カン・ソンジン（朝鮮語版） - ヤン・ソンシク役
- チャン・ヒジン - ユ・ヨン役
- パク・ハソン - イ・ジョンホン役
- キム・ドンウク - シン・ジョンス役
- キム・キュミン（朝鮮語版） - パク刑事役
- イ・ヨンヒ（이영희） - おばあちゃん役
- パン・ヘラ（朝鮮語版） - 婦女会長役
- カン・インヒョン（朝鮮語版） - 大学生役
- パク・ミスク（朝鮮語版） - 新妻役
- ホン・スンボム（朝鮮語版）- 新妻の夫役
- オ・ジョンウォン（오정원） - チョンホン某役
- ユク・ミラ（朝鮮語版） - ユヨン某役
- キム・ハウン（朝鮮語版） - 自殺女役
- イ・ジュソク（朝鮮語版） - MD室長役
- キム・イクテ（朝鮮語版） - 精神科医役
- キイ・ジョング（朝鮮語版） - アナウンサーの声役
- ユミン（笛木優子） - 地下鉄の自殺女役（特別出演）